# Unione Sportiva Triestina 1952-1953
Questa voce raccoglie le informazioni riguardanti l'Unione Sportiva Triestina nelle competizioni ufficiali della stagione 1952-1953.

## La stagione
Pure la stagione calcistica 1952/53 non sarà di grandi soddisfazioni per l'Unione, campionato anche questo stentato, con salvezza ottenuta solo alla penultima giornata. Discreto girone d'andata, catastrofico quello di ritorno.
Nella prima partita dell'anno sconfitta interna contro la Roma (con onore) per 3 a 2. Poi si alternano vittorie in casa e sconfitte esterne, che sommate a qualche pareggio fanno del girone d'andata un girone più che decente. Anche il girone di ritorno sembra favorevole (pareggio a Roma e vittoria epica contro la Juve con Bora record) ma arriva il crollo: cinque sconfitte e due pareggi fanno precipitare la squadra, che riuscirà a salvarsi solamente con il pareggio a Palermo la penultima giornata. da notare l'esordio in prima squadra nel capolavoro siciliano di un certo Cesare Maldini, divenuto poi leggenda rossonera. L'ultima partita è una passeggiata contro la Lazio (3 a 0 per l'Unione). La salvezza, nonostante qualche sofferenza, è giunta ancora una volta.

## Rosa
| N. |                      | Ruolo | Calciatore        |
| -- | -------------------- | ----- | ----------------- |
|    | Italia (bandiera)    | P     | Gino Cantoni      |
|    | Italia (bandiera)    | P     | Antonio Nuciari   |
|    | Italia (bandiera)    | D     | Carlo Belloni     |
|    | Italia (bandiera)    | D     | Mario Claut       |
|    | Italia (bandiera)    | D     | Severino Feruglio |
|    | Italia (bandiera)    | D     | Cesare Maldini    |
|    | Italia (bandiera)    | D     | Marco Mariuzza    |
|    | Italia (bandiera)    | D     | Renato Valenti    |
|    | Italia (bandiera)    | D     | Corrado Zorzin    |
|    | Argentina (bandiera) | C     | José Curti        |

| N. |                      | Ruolo | Calciatore          |
| -- | -------------------- | ----- | ------------------- |
|    | Italia (bandiera)    | C     | Aldo Dorigo         |
|    | Italia (bandiera)    | C     | Euro Giannini       |
|    | Italia (bandiera)    | C     | Giovanni Invernizzi |
|    | Italia (bandiera)    | C     | Giorgio Pellegrini  |
|    | Italia (bandiera)    | C     | Francesco Petagna   |
|    | Danimarca (bandiera) | C     | Erling Sørensen     |
|    | Italia (bandiera)    | C     | Guido Venturini     |
|    | Italia (bandiera)    | A     | Enore Boscolo       |
|    | Italia (bandiera)    | A     | Domenico De Vito    |
|    | Italia (bandiera)    | A     | Bruno Ispiro        |
|    | Italia (bandiera)    | A     | Francesco La Rosa   |

## Calciomercato
| Acquisti | Acquisti            | Acquisti   | Acquisti   |
| R.       | Nome                | da         | Modalità   |
| -------- | ------------------- | ---------- | ---------- |
| D        | Severino Feruglio   | Udinese    | definitivo |
| C        | Giovanni Invernizzi | Inter      | prestito   |
| C        | Erling Sørensen     | Udinese    | definitivo |
| C        | Giorgio Pellegrini  | Pisa       | definitivo |
| A        | Francesco La Rosa   | Pro Patria | definitivo |

| Cessioni | Cessioni            | Cessioni   | Cessioni   |
| R.       | Nome                | a          | Modalità   |
| -------- | ------------------- | ---------- | ---------- |
| C        | Mario Begni         | Empoli     | definitivo |
| C        | Luciano Carnier     | ?          | ?          |
| C        | Giovanni Ciccarelli | Pro Patria | definitivo |
| C        | Josef Kaiml         | Augusta    | ?          |
| C        | Carlo Redolfi       | Cagliari   | definitivo |
| A        | Felix Benegas       | ?          | ?          |
| A        | Carlo Maluta        | Empoli     | definitivo |
| A        | Plinio Petrozzi     | Siracusa   | definitivo |

## Risultati

### Serie A

#### Girone di andata
| 14 settembre 1952 1ª giornata | Triestina | 2 – 3 | Roma |  |

| 21 settembre 1952 2ª giornata | Pro Patria | 3 – 2 | Triestina |  |

| 28 settembre 1952 3ª giornata | Triestina | 1 – 1 | Sampdoria |  |

| 5 ottobre 1952 4ª giornata | Juventus | 3 – 2 | Triestina |  |

| 12 ottobre 1952 5ª giornata | Triestina | 2 – 0 | SPAL |  |

| 19 ottobre 1952 6ª giornata | Triestina | 1 – 1 | Milan |  |

| 2 novembre 1952 7ª giornata | Atalanta | 5 – 2 | Triestina |  |

| 9 novembre 1952 8ª giornata | Triestina | 1 – 1 | Fiorentina |  |

| 16 novembre 1952 9ª giornata | Inter | 1 – 0 | Triestina |  |

| 23 novembre 1952 10ª giornata | Triestina | 2 – 0 | Novara |  |

| 30 novembre 1952 11ª giornata | Udinese | 1 – 1 | Triestina |  |

| 7 dicembre 1952 12ª giornata | Triestina | 3 – 0 | Torino |  |

| 14 dicembre 1952 13ª giornata | Bologna | 0 – 1 | Triestina |  |

| 21 dicembre 1952 14ª giornata | Napoli | 1 – 1 | Triestina |  |

| 4 gennaio 1953 15ª giornata | Triestina | 4 – 1 | Como |  |

| 11 gennaio 1953 16ª giornata | Triestina | 2 – 1 | Palermo |  |

| 18 gennaio 1953 17ª giornata | Lazio | 4 – 1 | Triestina |  |

#### Girone di ritorno
| 25 gennaio 1953 18ª giornata | Roma | 2 – 2 | Triestina |  |

| 1º febbraio 1953 19ª giornata | Triestina | 4 – 0 | Pro Patria |  |

| 8 febbraio 1953 20ª giornata | Sampdoria | 3 – 1 | Triestina |  |

| 15 febbraio 1953 21ª giornata | Triestina | 2 – 1 | Juventus |  |

| 22 febbraio 1953 22ª giornata | SPAL | 2 – 0 | Triestina |  |

| 1º marzo 1953 23ª giornata | Milan | 4 – 1 | Triestina |  |

| 8 marzo 1953 24ª giornata | Triestina | 2 – 2 | Atalanta |  |

| 15 marzo 1953 25ª giornata | Fiorentina | 2 – 0 | Triestina |  |

| 22 marzo 1953 26ª giornata | Triestina | 0 – 0 | Inter |  |

| 29 marzo 1953 27ª giornata | Novara | 1 – 0 | Triestina |  |

| 5 aprile 1953 28ª giornata | Triestina | 1 – 1 | Udinese |  |

| 12 aprile 1953 29ª giornata | Torino | 5 – 0 | Triestina |  |

| 19 aprile 1953 30ª giornata | Triestina | 1 – 0 | Bologna |  |

| 3 maggio 1953 31ª giornata | Triestina | 2 – 3 | Napoli |  |

| 10 maggio 1953 32ª giornata | Como | 2 – 0 | Triestina |  |

| 24 maggio 1953 33ª giornata | Palermo | 0 – 0 | Triestina |  |

| 31 maggio 1953 34ª giornata | Triestina | 3 – 0 | Lazio |  |

## Statistiche

### Statistiche di squadra
| Competizione | Punti | In casa | In casa | In casa | In casa | In casa | In casa | In trasferta | In trasferta | In trasferta | In trasferta | In trasferta | In trasferta | Totale | Totale | Totale | Totale | Totale | Totale | DR |
| Competizione | Punti | G       | V       | N       | P       | Gf      | Gs      | G            | V            | N            | P            | Gf           | Gs           | G      | V      | N      | P      | Gf     | Gs     | DR |
| ------------ | ----- | ------- | ------- | ------- | ------- | ------- | ------- | ------------ | ------------ | ------------ | ------------ | ------------ | ------------ | ------ | ------ | ------ | ------ | ------ | ------ | -- |
| Serie A      | 30    | 17      | 9       | 6       | 2       | 33      | 15      | 17           | 1            | 4            | 12           | 14           | 39           | 34     | 10     | 10     | 14     | 47     | 54     | -7 |

### Statistiche dei giocatori
| Giocatore     | Serie A  | Serie A |
| Giocatore     | Presenze | Reti    |
| ------------- | -------- | ------- |
| C. Belloni    | 31       | 0       |
| E. Boscolo    | 33       | 8       |
| G. Cantoni    | 8        | -12     |
| M. Claut      | 2        | 0       |
| J. Curti      | 28       | 9       |
| D. De Vito    | 22       | 7       |
| A. Dorigo     | 8        | 3       |
| S. Feruglio   | 30       | 0       |
| E. Giannini   | 19       | 2       |
| G. Invernizzi | 24       | 0       |
| B. Ispiro     | 25       | 6       |
| F. La Rosa    | 21       | 1       |
| C. Maldini    | 1        | 0       |
| M. Mariuzza   | 4        | 0       |
| A. Nuciari    | 26       | -42     |
| G. Pellegrini | 2        | 0       |
| F. Petagna    | 29       | 3       |
| E. Soerensen  | 27       | 8       |
| R. Valenti    | 30       | 0       |
| C. Zorzin     | 4        | 0       |